# Steven Diez
Steven Diez (* 17. März 1991 in Toronto, Ontario) ist ein kanadischer Tennisspieler.

## Karriere
Steven Diez spielt hauptsächlich auf der ATP Challenger Tour und der ITF Future Tour. Er feierte bislang 12 Einzel- und sieben Doppelsiege auf der Future Tour. Zum 6. Januar 2014 durchbrach er erstmals die Top 200 der Weltrangliste im Einzel und seine höchste Platzierung war ein 161. Rang im September 2016.
Sein Debüt im Einzel auf der ATP World Tour gab er im Juli 2014 bei den BB&T Atlanta Open, wo er sich für die Hauptrunde qualifizieren konnte, dann jedoch in der Auftaktrunde gegen Thiemo de Bakker in zwei Sätzen verlor.
Im Januar 2019 gewann Diez seinen ersten Titel auf der Challenger Tour. In Burnie setzte er sich im Finale gegen den Australier Maverick Banes in zwei Sätzen durch.
Steven Diez spielt seit 2010 für die kanadische Davis-Cup-Mannschaft. Für diese trat er in einer Begegnung an, wobei er im Einzel eine Bilanz von 0:1 aufzuweisen hat.

## Erfolge
| Legende (Anzahl der Siege)  |
| Grand Slam                  |
| ATP World Tour Finals       |
| ATP World Tour Masters 1000 |
| ATP World Tour 500          |
| ATP World Tour 250          |
| ATP Challenger Tour (1)     |

### Einzel

#### Turniersiege
| Nr. | Datum           | Turnier | Belag     | Finalgegner    | Ergebnis |
| --- | --------------- | ------- | --------- | -------------- | -------- |
| 1.  | 29. Januar 2019 | Burnie  | Hartplatz | Maverick Banes | 7:5, 6:1 |